# 短頭真銀漢魚
短頭真銀漢魚（学名：Atherina breviceps）為輻鰭魚綱銀漢魚目銀漢魚科的其中一種。

## 分布
本魚分布於東南大西洋，侷限在納米比亞的盧德里茲（Lüderitz）至南非的納塔爾。

## 特徵
本魚體延長而細，略高大而側扁；頭小，外側無齒狀小棘；兩腭齒甚小，絨毛狀；口蓋骨及鋤骨有齒，中翼狀骨（mesopterygoids）齒有強脊；舌上具乳狀突起；前上顎骨末端略達瞳孔前緣之下方，鰭上突起較細長，突起長為寬之2倍；側突起小而平坦。齒骨向後上方斜走，其後半部高聳。主鰓蓋骨後緣無明顯缺刻。背鰭兩枚，第一背鰭位於體中央上方之體背，具5至8棘，其起點在腹鰭末端之上方；第二背鰭在第一背鰭後方，具1棘及15至18枚軟條；臀鰭與第二背鰭對在而略前，具1棘極15至18枚軟條；脊椎骨數約46枚。肛門開口於腹鰭末端或略前之腹緣。體具圓鱗，7至11縱列，依縱列約44至50枚鱗片。體呈銀白色，略透明，頭背部暗色，體側具一明亮之縱走帶；吻端灰色；體背各鱗具細小色素胞黑點、其上有時具有條紋；體側下方灰白色，無色素胞存在；各鰭多少均透明，惟尾鰭暗色。體長可達11公分。

## 生態
為海水魚，於春季時成群出現在南非東岸及河口，以浮游生物為食。

## 經濟利用
食用魚，也為海鳥及其他魚類的餌料魚。